# Wojas
Wojas – polskie przedsiębiorstwo zajmujące się produkcją i sprzedażą obuwia skórzanego oraz drobnej galanterii skórzanej. Jest notowane na Giełdzie Papierów Wartościowych w Warszawie.
Spółka jest dostawcą butów dla administracji państwowej, wojska i leśnictwa. Produkty Wojas można nabyć w blisko 170 sklepach firmowych na terenie Polski, Słowacji, Czech, Białorusi. Około 10% sprzedaży to eksport, głównie do Ukrainy, Izraela, Mongolii, Litwy, Niemiec oraz Rosji.

## Historia spółki
W 1990 Wiesław Wojas, którego rodzina od wielu pokoleń jest związana z produkcją obuwia, postanowił wprowadzić na rynek markę Wojas. Produkcja w pierwszym roku działalności sięgnęła kilkudziesięciu tysięcy par butów. W 1994 roku zdecydował się odkupić od syndyka masy upadłościowej NZPS Podhale część wydziałów likwidowanego kombinatu wraz z maszynami. Umożliwiło to dynamiczny wzrost mocy produkcyjnych, ale też zachowanie setek zagrożonych miejsc pracy. W ciągu jednego roku zatrudnienie w przedsiębiorstwie potroiło się. W 1996 roku powstała spółka Wojas Trade Sp. z o.o., która przejęła istniejące sklepy firmowe i rozpoczęła rozbudowę sieci sprzedaży.
Wiosną 2008 roku Wojas S.A. zadebiutował na Giełdzie Papierów Wartościowych w Warszawie. Pozyskany kapitał przeznaczono na rozbudowę i dokapitalizowanie sieci sprzedaży, rozbudowę zakładu produkcyjnego oraz rozwój działu wzorniczego. W tym samym roku nabyto 100% udziałów w Wojas Slovakia intensyfikując ekspansję na ten rynek. Obecnie sieć słowacka liczy 9 salonów.
W 2009 roku spółka rozpoczęła rozbudowę zakładu produkcyjnego, połączoną z zakupem i wdrożeniem nowego wtryskowego systemu montażu obuwia oraz nowych maszyn szwalniczych i montażowych. Połowa kosztów inwestycji (12 milionów zł) została sfinansowana ze środków unijnych w ramach Programu Operacyjnego Innowacyjna Gospodarka.

## Zarząd
- Wiesław Tadeusz Wojas[7]
- Agnieszka Wojas[7]

## Działalność charytatywna
Marka wspiera wiele instytucji oraz bierze aktywny udział w działaniach charytatywnych. Jest partnerem Fundacji Anny Dymnej „Mimo Wszystko”. Zbierane przy sprzedaży butów pieniądze pomagają w terapii artystycznej dla dorosłych osób niepełnosprawnych intelektualnie. Wojas wspiera też Fundację dzieciom „Zdążyć z Pomocą” Beaty Tyszkiewicz oraz Omenaa Foundation. Partner inicjatywy promującej polską transplantologię „Bieg po nowe życie”. Spółka jest sponsorem generalnym drużyny MMKS Podhale Nowy Targ, sekcja Unihokej.

## Nagrody
- Styczeń 2019 – 16 Diament do Złotej Statuetki Lidera Polskiego Biznesu[10]
- Luty 2019 – Nagroda czytelniczek magazynu „Twój Styl” w konkursie Doskonałość Mody Twojego Stylu 2018[11]
- Styczeń 2018 – 15 Diament do Złotej Statuetki Lidera Polskiego Biznesu
- Grudzień 2018 – Nagroda Top Avanti 2018 w kategorii Obuwie dla Kolekcji jesień - zima 2018/2019[12]
- 21 stycznia 2017 – 14 Diament do Złotej Statuetki Lidera Polskiego Biznesu
- Listopad 2017 – Laur Konsumenta[13]
- Grudzień 2017 – II Nagroda Top Avanti 2017 w kategorii Obuwie dla produktu Botki damskie z kolekcji jesień-zima 2017/2018[14]
- Kwiecień 2016 – Wiesław Wojas Prezes Wojas Trade Sp. z o.o uchwałą Sejmiku Województwa Małopolskiego został uhonorowany brązowym medalem za pracę na rzecz rozwoju potencjału gospodarczego regionu Małopolskiego oraz stworzenie i rozwój międzynarodowej marki
- luty 2015 – Doskonałość Mody Twojego Stylu 2014, w kategorii: obuwie popularne, za kolekcję Jesień-Zima 2014/2015[15]
- czerwiec 2014 – certyfikat AEO-Authorised Economic Operator[3]
- luty 2014 – nagroda JOY TRENDY 2014 w kategorii MODA
- uty 2014 – Footwear Retailer of the Year 2014
- maj 2013 – JOY TRENDY 2013
- maj 2013 – tytuł „Filar Polskiej Gospodarki 2012”[16]